# Колибабинський Володимир Миколайович
Володимир Миколайович Колибабинський (нар. 1963, Пасинки Шаргородського району Вінницької області, УРСР — 12 лютого 2024) — підполковник Збройних Сил Російської Федерації, учасник Афганської війни, Герой Російської Федерації (1995).

## Біографія
Володимир Миколайович Колибабінський народився 4 квітня 1963 року у с. Пасинки Шаргородського району Вінницької області УСРР.
У 1984 році він закінчив Рязанське вище повітряно-десантне командне училище. Служив у Повітряно-Десантних військах СРСР.

### Афганська війна 1979-1989
З листопада 1985 по грудень 1987 командир взводу 350-го гвардійського парашутно-десантного полк, що перебував у складі радянських окупаційних військ в Афганістані. Брав участь у кількох десятках бойових операцій, причому без втрат в особовому складі очолюваного підрозділу.
Найуспішнішою виявилася операція, проведена в березні 1987 року, коли його рота знищила великий загін афганських повстанців. Лише вбитими у загоні було понад 200 осіб. Було захоплено великий склад озброєння. Лише реактивних снарядів для системи залпового вогню було на складі понад 10 тис. штук, а також міномети, кулемети, стрілецька зброя, медикаменти.
За спогадами ветерана 350 гвардійського парашутно-десантного полку Олега Пальчикова, кількість захопленого озброєння здавалося такою неймовірною, що подивитися на них у Кабул спеціально прибули представники зі СРСР.

### Перша чеченська. Герой Росії
1996 року — командир батальйону 104-го парашутно-десантного полку.
28 грудня 1994 року під час висування батальйону для блокування населеного пункту колона потрапила в засідку добре озброєного угруповання чеченських повстанців. У критичний момент особисто очолив контратаку з флангу, під час якої знищив 2 танки, а його групою було знищено 2 гаубиці Д-30 та вбито 30 повстанців.
За мужність і героїзм виявлені під час виконання спеціального завдання гвардії майору Колибабінському Володимиру Миколайовичу присвоєно звання Герой Росії (Указ Президента України № 481 від 18 лютого 1996 року).
1999 року закінчив Військову академію ім. М. В. Фрунзе.
Надалі викладав на кафедрі тактики у Московському військовому інституті.
У травні 2001 року підполковник В.М. Колибабінський звільнений у запас.